# Nina Romashkova
Nina Apollonovna Ponomareva (aussi écrit Ponomariova ou Ponomaryova) née Romachkova (en russe : Нина Аполлоновна Ромашкова (Пономарёва)) le 27 avril 1929 à Sverdlovsk et morte le 19 août 2016 à Moscou, est une athlète discobole soviétique. Elle est la première athlète soviétique à devenir championne olympique.

## Biographie
Nina Romachkova commença le lancer du disque en 1947 et était déjà en 1949 troisième des championnats soviétiques. Dès lors, elle fut entraînée par Dmitri Markov et remporta le titre national de 1951 à 1956 et en 1958.
Aux Jeux olympiques d'été de 1952 à Helsinki, elle fait partie de la délégation soviétique qui participe pour la première fois aux Jeux olympiques. Le 20 juillet, face à 20 athlètes de 17 nations, avec un lancer à 51,42 m elle établit un nouveau record olympique et donne à l'URSS le premier titre olympique de son histoire. 
Après ces Jeux olympiques, elle améliora le record du monde à Odessa avec un lancer à 53,61 m. Elle devint championne d'Europe à Berne en 1954 et remporta une médaille de bronze aux Jeux olympiques d'été de 1956 à Melbourne.
En 1956, alors qu'elle est à à Londres pour un match d'athlétisme entre Soviétiques et Britanniques, elle vole des chapeaux dans un magasin C&A. Elle refuse de se rendre devant le juge et se réfugie à son ambassade et est finalement condamnée à une faible amende. Son geste est perçu en Occident comme une marque de frustration et sa condamnation est dénoncée en URSS comme un acharnement anti-soviétique.
En 1960, elle participa à nouveau aux Jeux olympiques et y remporta une deuxième médaille d'or. En 1966, elle arrêta sa carrière de compétitrice pour se tourner vers l'entrainement.

## Palmarès

### Jeux olympiques d'été
- Jeux olympiques d'été de 1952 à Helsinki ( Finlande)
  -  Médaille d'or au lancer du disque
- Jeux olympiques d'été de 1956 à Melbourne ( Australie)
  -  Médaille de bronze au lancer du disque
- Jeux olympiques d'été de 1960 à Rome ( Italie)
  -  Médaille d'or au lancer du disque

### Championnats d'Europe d'athlétisme
- Championnats d'Europe d'athlétisme de 1954 à Berne ( Suisse)
  -  Médaille d'or au lancer du disque